# Довгань Ігор Андрійович
Ігор Андрійович Довгань — український воєначальник, генерал-лейтенант Збройних сил України, учасник російсько-української війни. Кавалер ордена Данила Галицького (2012).

## Життєпис
Станом на 2021 рік начальник об'єднаного штабу Командування Об'єднаних сил оборони Збройних Сил України.
Станом на 2019 рік начальник штабу — перший заступник командувача Сухопутних військ Збройних Сил України.
Станом на 2016 рік командувач військ оперативного командування «Захід» Сухопутних військ Збройних Сил України.
Станом на 2012 рік заступник начальника штабу управління 6-го гвардійського армійського корпусу Сухопутних військ Збройних Сил України.

## Нагороди
- орден Данила Галицького (6 грудня 2012) — за значний особистий внесок у зміцнення обороноздатності Української держави, зразкове виконання військового обов'язку, високий професіоналізм та з нагоди Дня Збройних Сил України[4].

## Військові звання
- генерал-лейтенант (5.12.2016)[3];
- генерал-майор (до 5.12.2016)[3];
- полковник[4].